# 原櫛龍屬
原櫛龍屬（屬名：Prosaurolophus）又名原龍櫛龍、原蜥冠龍、原蜥嵴龍、原蜥冠鱷，意為「原始櫛龍」，是因冠飾與較晚期的櫛龍類似而得名。原櫛龍是種鴨嘴龍類恐龍，生存於晚白堊紀的北美洲。目前已經發現2個種與至少25個個體，包含頭顱骨與骨骼，但化石整體仍不明確。原櫛龍身長約9公尺，化石發現於加拿大亞伯達省的恐龍公園組與美國蒙大拿州的雙麥迪遜組，年代為上白堊紀的晚坎潘階，約7570萬到7410萬年前。原櫛龍最顯著的特徵是由鼻骨形成的小型堅硬冠飾，在眼睛前方突出。
模式種是巨原櫛龍（P. maximus），是由巴納姆·布朗在1916年所敘述、命名。第二個種是黑腳原櫛龍（P. blackfeetensis），是由杰克·R·霍纳在1992年所敘述、命名。兩個種的主要差異在頭冠的大小，與頭骨的比例。

## 敘述

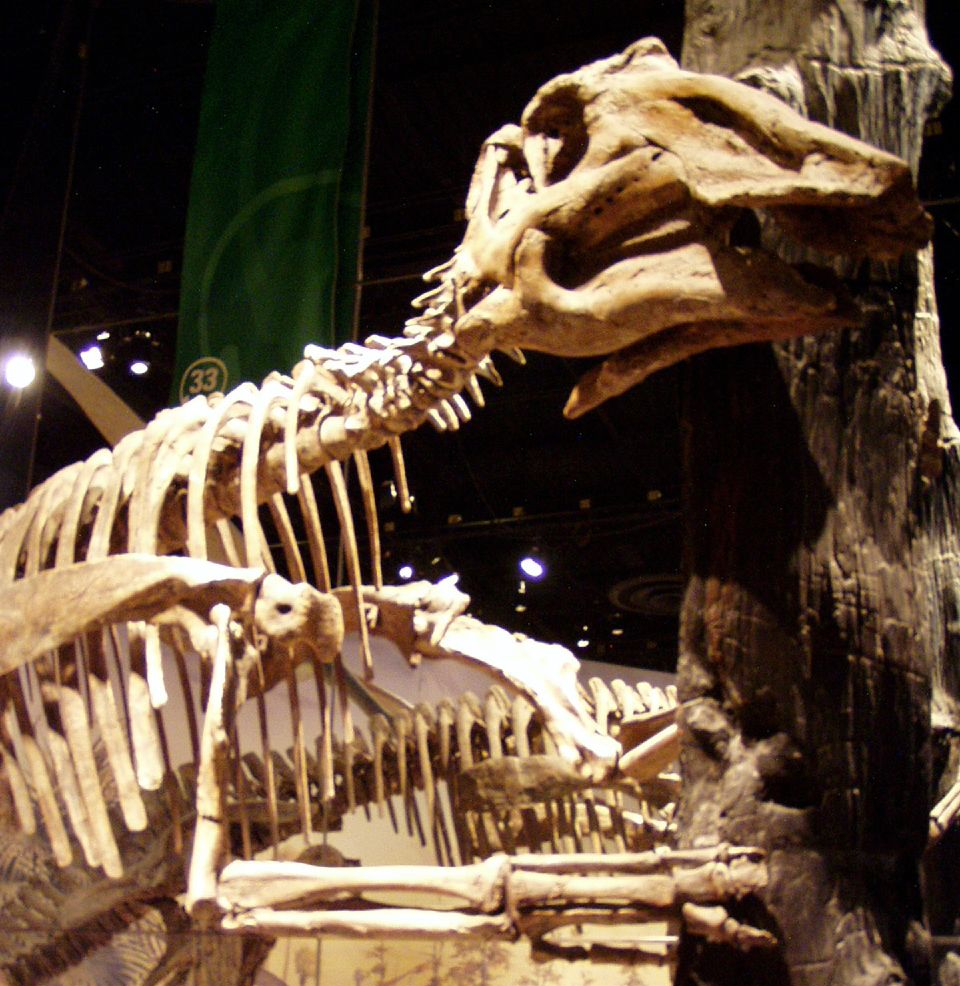
原原櫛龍的骨架 - 皇家泰瑞爾博物館

原櫛龍是種有大型頭部的鴨嘴龍類，最完整標本的身長為8.5公尺，而頭顱骨長度約0.9公尺。原櫛龍的眼部前方擁有小型、低矮、三角形的冠飾，兩側有凹處。肱骨相當短。
除了冠飾以外，原櫛龍是種不顯眼的鴨嘴龍亞科恐龍。如同其他鴨嘴龍科，原櫛龍的頭部前段平坦、寬廣，具有喙嘴，適合咬斷樹葉與樹枝。嘴部的後段有數千顆牙齒，適合磨碎植物，再行吞食。
原櫛龍的兩個種差別在於冠飾特徵與輪廓，黑腳原櫛龍的面部比巨原櫛龍的還要陡峭、高。黑腳原櫛龍的冠飾邊緣在成長期間往眼睛後方生長，至少黑腳原櫛龍擁有這樣的成長模式。

## 分類

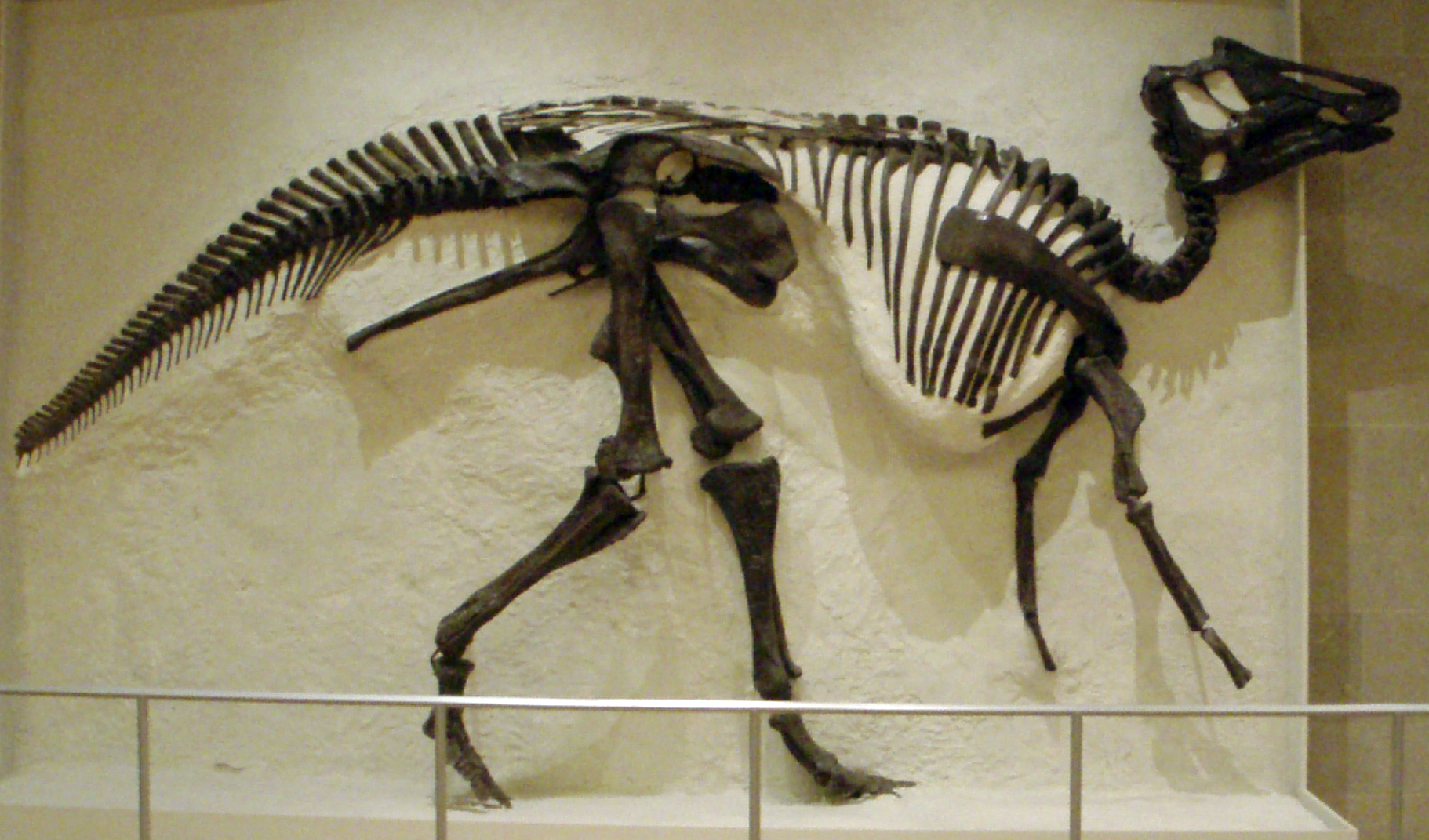
巨原櫛龍的化石，發現於1921年。目前位於多倫多皇家安大略博物館

因為名稱的緣故，原櫛龍經常與櫛龍聯想在一起。然而這是有爭議的，有些研究人員認為牠們有接近親緣關係；其他研究人員則認為沒有，而提出原櫛龍的近親為：冠長鼻龍、埃德蒙頓龍、格里芬龍、慈母龍。原櫛龍屬於鴨嘴龍亞科，意指牠們缺乏中空冠飾。
右方演化樹是根據杰克·R·霍纳、大衛·威顯穆沛、凱薩琳·福斯特（Catherine Forster）等人在2004年所者的《The Dinosauria》一書第二版。但這只是眾多鴨嘴龍科演化樹的一個版本。

## 歷史
著名古生物學家巴納姆·布朗在1915年於亞伯達省Steveville鎮附近的紅鹿河發現一個鴨嘴龍類頭顱骨（編號AMNH 5836）。他在1916年述敘這個標本，並以較早命名的櫛龍為對比，櫛龍擁有類似但較長的冠飾，他將這個標本命名為原櫛龍屬。頭顱骨的鼻口部遭到損害，並認為以過長的模樣重建，但在1924年發現的一個接近完整標本與頭顱骨，是由威廉·帕克斯（William Parks）所敘述，則發現原本標本是以真實的外型來重建。原櫛龍的化石已被發現20到25個個體，包含7個連接者身體的頭顱骨。
第二個種黑腳原櫛龍是根據編號MOR 454標本，是由另一著名古生物學家杰克·R·霍纳命名。這個標本以及其他3到4個個體化石，是在蒙大拿州冰川縣附近發現的。這些標本來自於一個由原櫛龍化石所構成的屍骨層，這顯示這群動物在一年中的至少某個部份是群居的。這個屍骨層反映了一群動物在乾旱時期聚集在水源附近。雖然大部分的鴨嘴龍類物種已被確認，但黑腳原櫛龍是在最近幾年的研究才被認為是有效屬。

## 古生態學

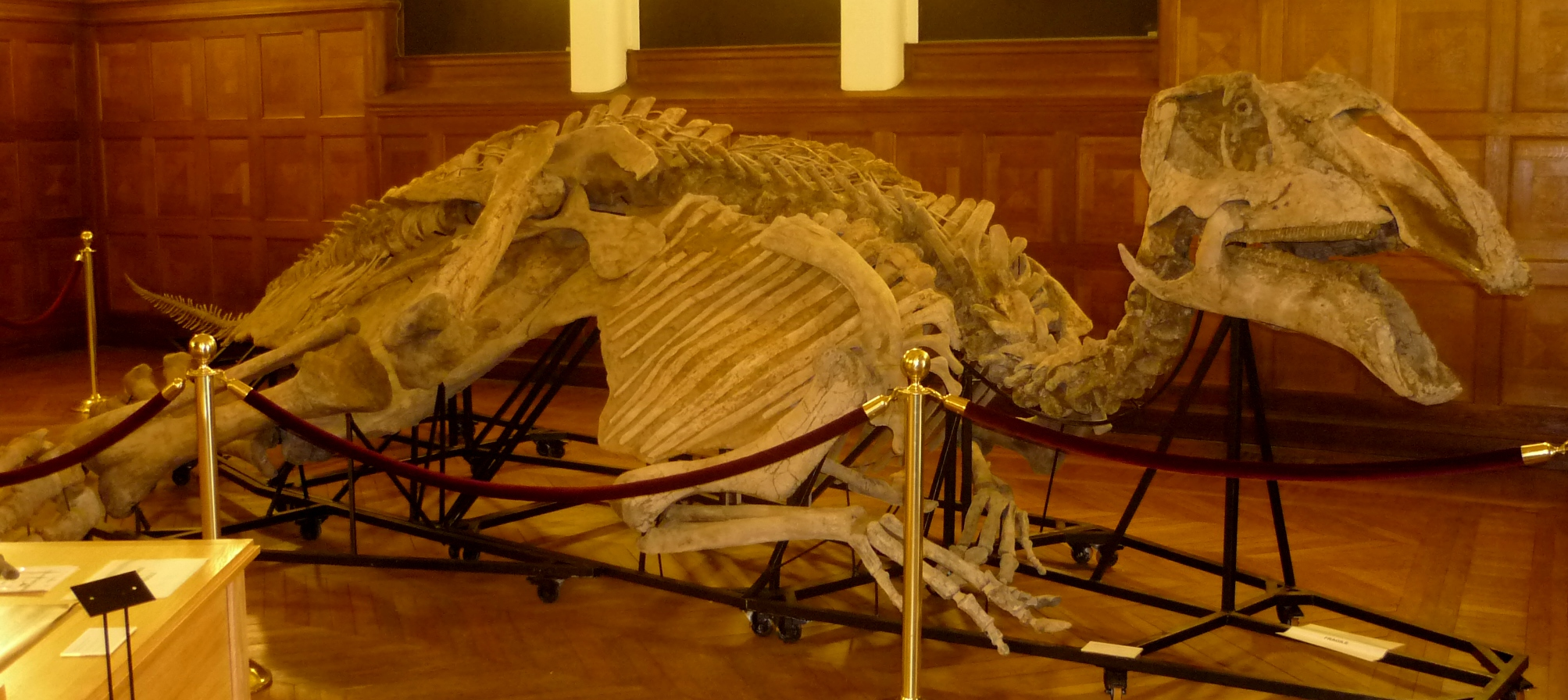
巨原櫛龍的骨架模型

巨原櫛龍的化石發現於恐龍公園組，恐龍公園組是個遍佈河流的氾濫平原，隨者西部內陸海道的往西海侵，恐龍公園組有更多沼澤，氣候更受海洋影響。當地的氣候較今日的亞伯達省溫暖，沒有霜害，但有乾季與濕季變化。針葉林是當地的優勢大型植物，植被的下層則是蕨類、樹蕨、以及被子植物。
巨原櫛龍的化石只發現於恐龍公園組的上層，上層較下層受到更多的海洋影響。原櫛龍是該地最常見的鴨嘴龍亞科恐龍，生存年代約7600萬年前到7400萬年前。恐龍公園組的其他恐龍則有：角龍科的尖角龍、戟龍、開角龍；鴨嘴龍科的格里芬龍、冠龍、賴氏龍、副櫛龍；暴龍科的蛇髮女怪龍；甲龍下目的埃德蒙頓甲龍與包頭龍。
黑腳原櫛龍的化石發現於雙麥迪遜組，年代大約是相同時期，該地發現許多恐龍蛋巢、蛋、與幼體化石。雙麥迪遜組的其他恐龍有：斯氏亞冠龍、慈母龍、傷齒龍科的傷齒龍、暴龍科的懼龍、近頜龍科的纖手龍、馳龍科的斑比盜龍與蜥鳥盜龍、愛德蒙頓龍與包頭龍、稜齒龍類的奔山龍、角龍科的河神龍、短角龍、野牛龍與卵圓戟龍。雙麥迪遜組離西部內陸海道更遠，地勢更高，氣候更乾燥，受更多陸地影響。

## 古生物學

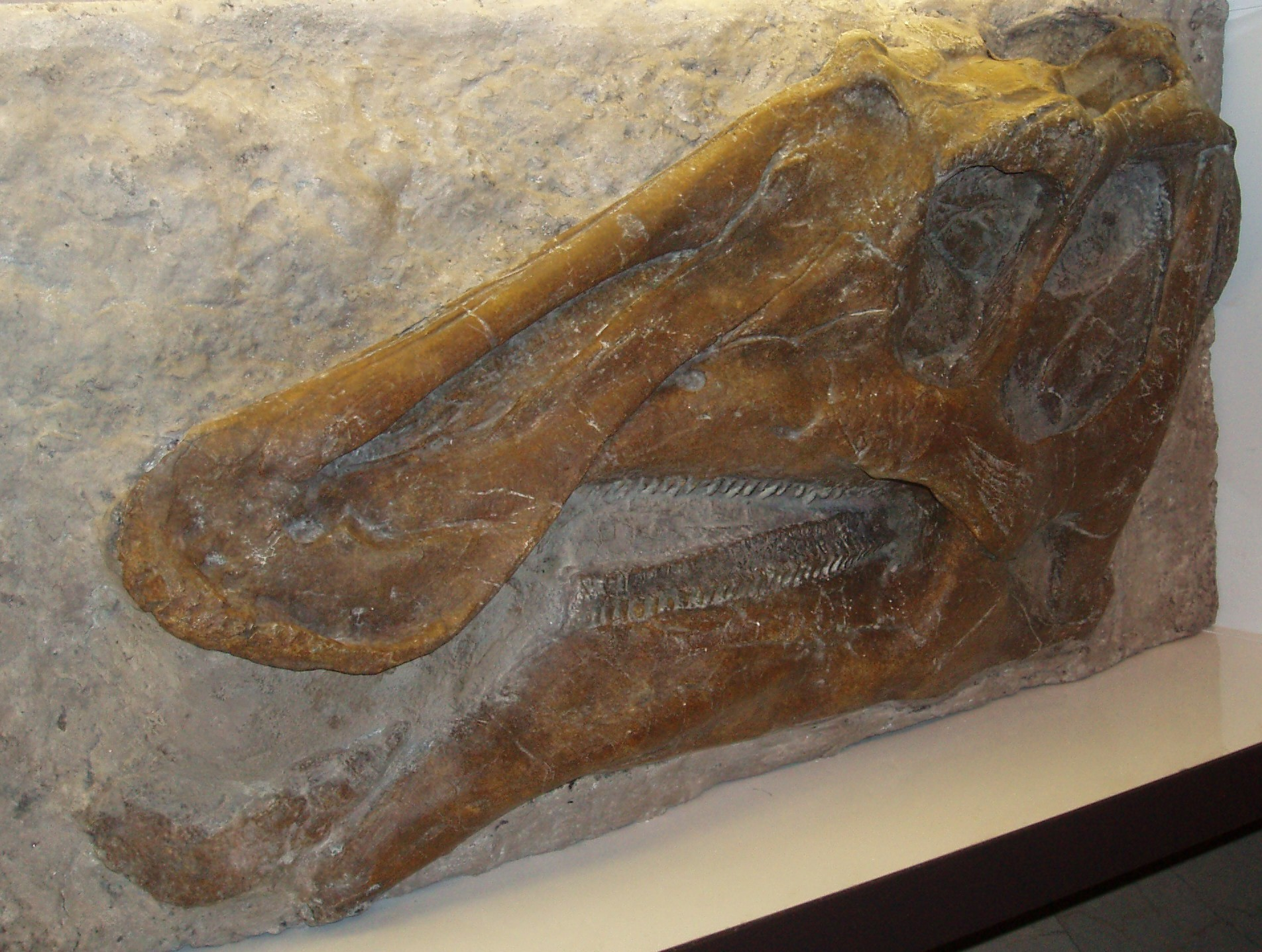
巨原櫛龍的頭骨

如同其他鴨嘴龍科，原櫛龍是種大型、草食性恐龍，可採二足或四足方式行走，擁有複雜的頭顱骨，可做出類似咀嚼的磨輾動作。原櫛龍的牙齒是不斷生長、替換的，形成數百顆牙齒所構成的齒系，但同一時間只會使用少部份牙齒。原櫛龍使用牠們的寬廣喙狀嘴來切斷植物，然後將植物置於頰部空間咀嚼。原櫛龍的進食範圍大約是地面以上4公尺的範圍內。在2011年，科學家比較恐龍、現代鳥類與爬行動物的鞏膜環大小，提出原櫛龍可能屬於無定時活躍性的動物，覓食、移動行為跟白天黑夜沒有正相關，只休息短暫時間。

### 社會行為
原櫛龍的屍骨層證明牠們至少一年的某些部份是群居生活的。此外，原櫛龍可能有數種展示方式以達到溝通目的。骨質冠飾是可能的方式之一，冠飾內部可能擁有鼻憩室，與膨脹的鼻囊軟組織，以及延長的洞可容納鼻孔。這些組織可當作視覺與聽覺辨認功能。